# Skupinový sex

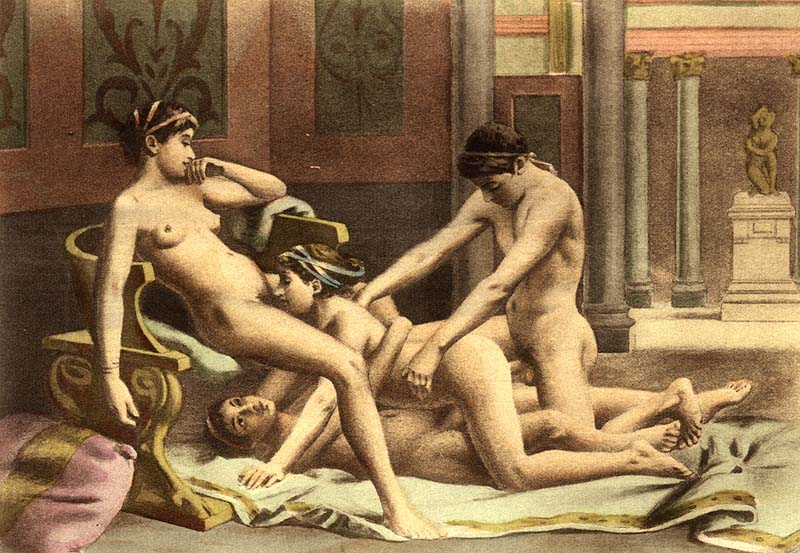
Édouard-Henri

Skupinový sex je sexuální praktika zahrnující tři a více účastníků. Maximální počet partnerů není omezen. Je často spojován s exhibicionismem a promiskuitou. Poměr mužů a žen či jejich sexuální orientace nejsou podstatné. Skupinový sex obvykle počítá s výměnou partnerů, tedy obvykle ve stylu „každý s každým.“
Skupinový sex je oblíbeným pornografickým žánrem, protože v očích publika zvyšuje sexuální výkonnost aktérů[zdroj?] a kumuluje potenciál dílčích sexuálních scén. Většinová pornografická produkce obvykle operuje s heterosexuálním mužem či muži a bisexuálními ženami.[zdroj?]
Specifický žánr, ve kterém vystupuje jedna žena a výrazně větší počet mužů, se označuje jako gangbang.